# تیم ملی فوتبال ساحلی فیلیپین
تیم ملی فوتبال ساحلی فیلیپین نماینده فیلیپین در مسابقات بین‌المللی فوتبال ساحلی است.